# Беки Сауербран
Ребека Елизабет Сауербран (енгл. Rebecca Elizabeth Sauerbrunn; 6. јун 1985) је америчка фудбалерка која наступа за клуб Јута Ројалс и за репрезентацију САД.

## Каријера
Почела је да игра фудбал са својих дванаест година.
У периоду од 2003—2007. године је играла у тиму Универзитета Вирџиније који је и похађала. Једино је 2004. године пропустила сезону због обавеза у репрезентацији тј. због Светског првенства за жене до 20 година на Тајланду.
У сезони 2005. је дала свој први гол за тим. Те године је стартовала у свих 25 наступа.
Две године касније је дала свој други гол за тим и направила је три асистенције за своје саиграчице.
Поред универзитетског тима, почела је да игра и у професионалним лигама 2005. године, тачније за клуб Бостон Ренегејдс.
У сезони 2009/10 је била на позајмици у Норвешкој, у клубу РОА ИЛ на три месеца где је дебитовала 26. септембра 2009 године против КАТИМ ИЛ-а. У тој утакмици је дала гол и играла је свих 90 минута.
Највише успеха је имала у клубу Канзас Сити где је играла у периоду од 2013—2017. У сезони 2013. је именована за другог капитена тима. Имала је први наступ за тим у утакмици против Портланд Торсна 14. априла 2013. године. У тој истој сезони је добила награду за најбољу одмбрамбену играчицу сезоне.
Први гол за клуб у лиги је дала следеће сезоне 20. јула у утакмици против Вашингон Спирита. Сезоне 2014. је такође добила награду за најбољу одбрамбену играчицу сезоне. Ту исту награду је освојила и наредне сезоне те је прва у историји која је три пута заредом освајала ову награду.
У клубу Јута Ројалс је од 2018. године.

## Репрезентација
Беки је део сенирског тима од 2008. године.
Учествовала је на Светском првенству 2011, 2015. и 2019. године. Била је такође и на Олимпијским играма 2012. године као и 2016. 